# Robert Bierman
Robert Bierman   (segle XX) és un director de cinema i televisió anglès. Va començar la seva carrera dirigint anuncis i curtmetratges abans de fer la transició a la direcció de llargmetratges i drames de televisió.
Originalment, Bierman estava programat per dirigir The Fly (1986), però a causa d'una tragèdia personal no va poder comprometre's amb el projecte.El 1989 va dirigir El petó del vampir. Ha dirigit episodis de Waking the Dead, The Inspector Lynley Mysteries, The Bill i  'Holby City.
Té tres fills del seu primer matrimoni i tres filles del seu segon matrimoni amb Saskia Wickham.

## Filmografia com a director
- The Dumb Waiter (1979)
- The Rocking Horse Winner (1983)
- Confessió (1986)[3]
- El petó del vampir (1989)
- La pedra lunar (1996)
- Una guerra feliç (1997)
- The Blonde Bombshell (1999)
- Victoria Meets (2012)